# André Giroux
Pour les articles homonymes, voir André Giroux (homonymie) et Giroux.
André Giroux, né à Québec le 10 décembre 1916 et mort le 28 juillet 1977, est un écrivain et homme politique canadien.

## Biographie
André Giroux fut membre du comité de rédaction de Culture vivante, et fut le collaborateur de Jean Marchand, homme politique.

## Œuvre

### Romans
- Au-delà des visages, 1948
- Le Gouffre a toujours soif, 1953

### Recueil de nouvelles
- Malgré tout, la joie!, 1958 - Prix du Gouverneur général 1959

### Scénario
- 14, rue de Galais, téléroman diffusé à la télévision de Radio-Canada, 1954-1957

André Giroux est aussi l’auteur de nombreux articles de journaux et de revues, quelques-uns sous le pseudonyme René De Villers.
Le fonds d’archives André Giroux est conservé au centre d’archives de Québec de la Bibliothèque et Archives nationales du Québec.

## Honneurs
- 1949 : prix Montyon de l'Académie française
- 1950 : prix de la Province de Québec
- 1959 : prix littéraire du Gouverneur général
- 2006 : une avenue est nommée à son honneur dans la ville de Québec.
- Une plaque "Ici vécut de la ville de Québec est présente au 875 avenue Calixa-Lavallée, en son honneur, pour indiquer son ancien lieu de résidence.